# Баркер, Дерек
Дерек Джон Баркер (англ. Derek John Barker; 1 августа 1941, Бирмингем — 10 июля 1976, Луанда) — британский военный, рядовой парашютно-десантных войск, наёмный участник гражданской войны в Анголе на стороне ФНЛА. Командовал гарнизоном ФНЛА в Санту-Антониу-ду-Заири. Был взят в плен правительственными войсками МПЛА. На процессе наёмников в Луанде приговорён к смертной казни и расстрелян.

## Люмпенство и криминал
Принадлежал к социальным низам британского общества. В 17-летнем возрасте, после окончания средней школы, Дерек Баркер был осуждён за угон автомобиля и кражу со взломом. Отбывал наказание в специальном учреждении для несовершеннолетних преступников. Освободившись, поступил на военную службу в парашютно-десантные войска. После демобилизации жил в Олдершоте.
В 1968—1970 Дерек Баркер ещё дважды арестовывался по уголовным обвинениям — за кражу и за избиение сожительницы. Был безработным, испытывал постоянные денежные трудности. Пользовался известностью в криминальных и люмпенских слоях Олдершота. Имел репутацию человека, склонного к агрессии и насилию.
В декабре 1975 Баркер снова оказался в тюрьме за драку в пивном баре. Освободился под денежный залог — 200 фунтов стерлингов внесла за него сожительница Мэри.

## Вербовка в пабе
16 января 1976 года Баркер встретился в пабе с бывшим парашютистом Джоном Бэнксом, который занимался вербовкой наёмников для антиправительственного движения ФНЛА в ангольской гражданской войне. Бэнкс предложил оплату в размере 150 долларов в неделю и сразу выдал 10 фунтов стерлингов. Баркер согласился на шестимесячный контракт.

Я выпивал с приятелем. Ко мне подошел человек, отрекомендовавшийся Джоном Бэнксом, и спросил, не хочу ли я поехать в Анголу в качестве члена SAS — специальной воздушно-десантной службы… Я отправился в Лондон со своими приятелями Маккензи, Макферсоном, Сондерсом и Эйвисом. Когда мы приехали на место, там уже было несколько бывших военнослужащих из разных концов Англии. В тот же день нам сказали, что мы поедем в Анголу, Западную Африку, чтобы помочь обучать местную армию, в которой господствовал низкий моральный дух. Армия называлась ФНЛА.

В воскресенье в 6 часов утра пришел специальный автобус, и мы поехали в лондонский аэропорт Хитроу. В автобусе нам раздали конверты с 500 американскими долларами. Нам сказали, что мы получим ещѐ 100 долларов, когда прибудем к месту назначения, то есть в Киншасу.

Дерек Баркер

Обстоятельства вербовки Баркера совпадают с таковыми в случае Эндрю Макензи — с той разницей, что в материалах касающихся Макензи говорится о 600 фунтах стерлингов в месяц.
При этом следует учитывать, что аббревиатура SAS в данном случае означала не Special Air Service (Особая воздушная служба — спецподразделение вооружённых сил Великобритании), как это казалось Баркеру и другим завербованным наёмникам, а Security Advisory Services, (Консультативные услуги безопасности) — вербовочное агентство. Совпадение аббревиатур без расшифровки вводило в заблуждение и целенаправленно использовалось Бэнксом.

## Офицер ФНЛА
19 января 1976 Дерек Баркер через Брюссель был доставлен в столицу Заира Киншасу. Там он имел встречу с Холденом Роберто, получил обмундирование и военное снаряжение. 20 января он был доставлен в Сан-Сальвадор-ду-Конго (провинция Уиже) — город на севере Анголы, который на тот момент контролировался Армией национального освобождения Анголы (ЭЛНА) — вооружёнными силами ФНЛА. Там Баркеру было присвоено звание капитана ЭЛНА. Вскоре Баркер был направлен в другой подконтрольный ФНЛА город — Санту-Антониу-ду-Заири (провинция Заире) и назначен командиром местного гарнизона.
Дерек Баркер тренировал бойцов ЭЛНА, руководил обороной города от правительственных войск МПЛА, командовал атаками, организовывал установку минных полей и диверсионные акции, типа подрыва мостов. На него возлагалась ответственность за жёсткость режима в городе. Действия Баркера привели к заметным потерям правительственных войск. Подвергались преследованиям и гражданские лица — сторонники МПЛА.
8 февраля 1976 года правительственные войска взяли Санту-Антониу-ду-Заири. Дерек Баркер попал в плен. Таким образом, его участие в ангольской войне продолжалось менее трёх недель.

## Суд
11 июня 1976 в Луанде открылся судебный процесс над 13 британскими и американскими наёмниками ФНЛА (Дерек Баркер, которому в августе исполнялось 35 лет, был среди подсудимых самым старшим по возрасту). Руководство НРА приняло политическое решение показательно осудить наёмников ФНЛА, а в их лице — «американский и британский империализм».
Дереку Баркеру были предъявлены обвинения в наёмничестве, вооружённой борьбе с правительством МПЛА, насилиях над гражданским населением. Как почти все подсудимые (за единственным исключением Дэниэла Герхарта), Баркер заявил на суде о своей полной аполитичности. Участие в ангольской гражданской войне объяснял исключительно поиском заработка. Однако обвинение причислило Баркера к «главарям наёмников в Северной Анголе» и возложило на него тяжкую ответственность.
Отдельными эпизодами процесса — создававшими специфический ажиотаж — являлись моменты огласки криминального прошлого Баркера.

## Казнь
28 июня 1976 года был вынесен приговор. Четверо наёмников, в том числе Дерек Баркер, приговаривались к смертной казни, девять к длительным срокам заключения. 10 июля 1976 Дерек Баркер, Костас Георгиу, Эндрю Маккензи и Дэниэл Герхарт были расстреляны спецкомандой военной полиции МПЛА.